# Adriaan van Dijk (korfballer)
Adriaan van Dijk (12 september 1981) is een Nederlands voormalig topkorfballer. Hij werd Nederlands kampioen met Dalto en speelde 1 wedstrijd in het Nederlands senioren team. Na zijn carrière als speler werd Van Dijk coach. Van Dijk stond in zijn jeugd bekend als scorende speler, later meer bekend als reboundende speler die in de korte kans zijn goals meepikte.

## Spelerscarrière
Van Dijk begon met korfbal op 4-jarige leeftijd, in 1985 bij Tweemaal Zes uit Maartensdijk. Daar speelde hij tot zijn 16e.
In 1997 verruilde Van Dijk van club om op hoger niveau te spelen. Hij ging naar het Driebergse Dalto om daar in de A1 jeugd te spelen.
Vanaf 2001 maakte Van Dijk deel uit van de hoofdmacht van Dalto dat zowel in de zaal- als veldcompetitie op het hoogste niveau speelde, namelijk de Hoofdklasse.
In seizoen 2004-2005 stond Van Dijk met Dalto in de Nederlandse veldfinale, aangezien het in de kruisfinale met 19-15 had gewonnen van Fortuna. In de finale moest het aantreden tegen PKC en dit ging net mis. PKC won deze eindstrijd met een nipte 20-19.
Ook in de zaal streed Dalto steevast mee in de top van Nederland.
In 2005 werd de nieuwe zaalcompetitie opgericht, namelijk de Korfbal League. Deze opzet verving de opzet van de Hoofdklassen en in deze competitie zouden 10 teams strijden om het Nederlands kampioenschap. In het 1e seizoen van deze nieuw opgerichte competitie eindigde Dalto op een 4e plek met 21 punten uit 18 wedstrijden. In de play-offs kwam Dalto wederom PKC tegen, maar dit maal won Dalto met 22-19, waardoor het zich plaatste voor de eerste Korfbal League finale.
In Ahoy was DOS'46 de tegenstander en het werd een duidelijke overwinning voor DOS'46. Met maar liefst 29-19 verloor Dalto.
Seizoen 2007-2008 was een mooi seizoen voor Dalto, maar ook voor Van Dijk persoonlijk. Dalto werd 2e in de zaal en strijde wederom in de play-offs. In de play-offs was rivaal DOS'46 de tegenstander en de eerste 2 wedstrijden werden qua punten gedeeld en er moest een derde beslissende wedstrijd gespeeld worden. Deze wedstrijd was spannend en ging met 22-21 naar DOS'46, waardoor Dalto op 1 goal na de zaalfinale mis liep.
Op het veld deed Dalto het iets beter. Ook hier speelde Dalto play-offs en moest het aantreden tegen Fortuna. Dalto won de serie en stond zodoende in de veldfinale. In deze finale was , net als in 2005, PKC de tegenstander en Dalto was uit op sportieve wraak. In deze eindstrijd was Dalto te sterk en won het met 23-18, waardoor Van Dijk Nederlands kampioen veldkorfbal was. Daarnaast werd Van Dijk aan het eind van het seizoen onderscheiden met 1 individuele prijs, namelijk de Publieksprijs.
Seizoen 2010-2011 was het laatste seizoen voor Van Dijk. Hij nam afscheid als speler na 6 seizoenen in de Korfbal League, waarin hij 110 wedstrijden speelde en onderweg 148 goals maakte.

## Erelijst
- Nederlands kampioen veldkorfbal, 1x (2008)
- Publieksprijs, 1x (2008)

## Oranje
Van Dijk speelde 1 officiële interland namens het Nederlands korfbalteam. Dit was onder bondscoach Jan Sjouke van den Bos.

## Coach
Na zijn carrière als speler op het hoogste niveau werd Van Dijk coach.
Zijn eerste job als hoofdcoach was bij ODIK waar hij coach was van 2012 t/m 2014. Daarna was hij 3 jaar hoofdcoach bij CKV Unitas.
In 2017 werd Van Dijk aangesteld als nieuwe hoofdcoach bij Dalto om de ploeg weer terug te krijgen in de Korfbal League. Helaas zag Van Dijk zich vanwege gezondheidsredenen genoodzaakt om na 1 seizoen te stoppen als hoofdcoach.